# Pologne souveraine

Premier logo de Pologne solidaire

Pologne souveraine (en polonais : Suwerenna Polska, abrégé en SP), anciennement Pologne solidaire (en polonais : Solidarna Polska), est un parti politique polonais classé de la droite à l'extrême droite conservatrice, fondé officiellement le 24 mars 2012 par le député Zbigniew Ziobro. Ses membres rejoignent officiellement Droit et Justice – dont le parti était issu en 2012 – le 12 octobre 2024.

## Histoire
Le parti a été fondé en 2012 par le député Zbigniew Ziobro, qui était jusqu'en octobre 2011 un des dirigeants du parti catholique et nationaliste Droit et justice (PiS). En rupture avec Jarosław Kaczyński, dont il était un des dauphins annoncés, pour avoir demandé plus de démocratie interne après les mauvais résultats obtenus aux élections du 9 octobre 2011.
Aux élections législatives de 2019, le parti remporte 17 députés et deux sièges de sénateurs en se présentant sur les listes de Droit et justice.

## Idéologie
SP est sociale-conservatrice. Elle est opposée à l'avortement et l'euthanasie. Son opposition au mariage homosexuel a été citée comme la principale raison de son retrait du groupe Conservateurs et réformistes européens au Parlement européen.
Économiquement, le parti est favorable à l'intervention de l’État dans l'économie, en particulier la politique fiscale. Le parti a appelé à une taxe sur les grandes entreprises, y compris la grande distribution, et soutient une hausse des impôts sur ceux qui gagnent plus de 10 000 złotych (2 400 €) par mois. Il est opposé à la construction de centrale nucléaire en Pologne.

## Résultats électoraux
Pologne solidaire compte dans ses rangs en novembre 2012 19 députés à la diète, deux sénateurs et quatre députés au Parlement européen, adhérant au groupe Europe libertés démocratie. En juin 2019, le parti compte neuf députés, deux sénateurs et deux députés européens élus sur la liste dans le cadre d'une alliance avec Droit et justice.

### Diète
| Année | Voix                                 | %                                    | Sièges   | +/- | Gouvernement                                  |
| ----- | ------------------------------------ | ------------------------------------ | -------- | --- | --------------------------------------------- |
| 2015  | Au sein de la liste Droit et Justice | Au sein de la liste Droit et Justice | 9 / 460  | 9   | Szydło (2015-2017), Morawiecki I (2017-2019)  |
| 2019  | Au sein de la liste Droit et Justice | Au sein de la liste Droit et Justice | 17 / 460 | 8   | Morawiecki II                                 |
| 2023  | Au sein de la liste Droit et Justice | Au sein de la liste Droit et Justice | 18 / 460 | 1   | Morawiecki III (2023), opposition (2023-2024) |

### Sénat
| Année | Voix                                 | %                                    | Sièges  | +/-           | Gouvernement                                 |
| ----- | ------------------------------------ | ------------------------------------ | ------- | ------------- | -------------------------------------------- |
| 2015  | Au sein de la liste Droit et Justice | Au sein de la liste Droit et Justice | 2 / 100 | 2             | Szydło (2015-2017), Morawiecki I (2017-2019) |
| 2019  | Au sein de la liste Droit et Justice | Au sein de la liste Droit et Justice | 2 / 100 | en stagnation | Morawiecki II                                |
| 2023  | Au sein de la liste Droit et Justice | Au sein de la liste Droit et Justice | 1 / 100 | 1             | Morawiecki III, opposition (2023-2024)       |

### Élections européennes
| Année | Voix                                 | %                                    | Sièges | +/-           | Groupe |
| ----- | ------------------------------------ | ------------------------------------ | ------ | ------------- | ------ |
| 2014  | 280 079                              | 3,98                                 | 0 / 51 | en stagnation |        |
| 2019  | Au sein de la liste Droit et Justice | Au sein de la liste Droit et Justice | 2 / 51 | 2             | CRE    |
| 2024  | Au sein de la liste Droit et Justice | Au sein de la liste Droit et Justice | 2 / 51 | en stagnation | CRE    |